# Luis Octavio de Toledo y Zulueta
Luis Octavio de Toledo y Zulueta (Madrid, 2 de setembre de 1857 - 18 de febrer de 1934) fou un matemàtic espanyol, catedràtic d'anàlisi matemàtica de la Universitat Central de Madrid i impulsor de l'estudi de la Matemàtica a Espanya.

## Formació
Va completar la seva escola primària al Colegio Hispano-Romano de Nuestra Señora de la Esperanza i posteriorment en l'Institut San Isidro de Madrid. La carrera de Ciències Exactes la va estudiar en la Facultat de Ciències de la Universitat Central de Madrid.

## Matemàtic eminent
Va aconseguir la càtedra de Matemàtiques per concurs en l'Institut d'Ensenyament Secundari de Lleó en 1882. I en 1890, va guanyar la càtedra de geometria analítica a la Facultat de Ciències de la Universitat de Sevilla. Després va estar a la Càtedra d'Anàlisi Matemàtica de la Facultat de Ciències de la Universitat de Saragossa i, en 1898, va aconseguir la de Madrid, a la Universitat Central, fins a la seva jubilació, des d'on va desenvolupar la major part de la seva producció científica.
Com a Catedràtic d'Anàlisi Matemàtica de la Universitat Central de Madrid, va participar àmpliament en la vida social i científica de l'època. Va ser vicepresident i després president (secció Matemàtiques) de l'Associació espanyola per al Progrés de les Ciències i posteriorment fundador, al costat d'altres eminents científics de la Reial Societat Matemàtica Espanyola, creada el 1911. El 1919 és nomenat vicepresident i des de 1924 ocuparà la presidència fins a la seva mort.
També va ser un membre preeminent de la Reial Acadèmia de Ciències Exactes, Físiques i Naturals. Va ingressar el 1914 amb el discurs «Algunos de los descubrimientos realizados en la teoría y resolución de las ecuaciones durante el siglo XIX».
Va ser delegat a Espanya de la "Commission Internationale pour l'enseignement mathématique" i va assistir al V Congrés de Matemàtiques celebrat a Cambridge el 1912. Va contribuir a l'èxit de la visita d'Albert Einstein a Espanya el 1923 que va arribar a pronunciar tres conferències en la Facultat de Ciències.
A més de nombrosos discursos i articles, publicats en diversos periòdics científics i especialment en la Revista de la Societat Matemàtica Espanyola, entre els seus llibres destaca Elementos de la teoría de formas, ja que és la primera edició en espanyol on es parla de la teoria de formes.

## Obres
- Elementos de la Teoría de la Formas (León, 1889).
- Tratado de Álgebra (1905).
- Tratado de Trigonometría rectilínea y esférica (1905).
- Elementos de Aritmética universal: Calculatoria I (1900) y II (1916).
- Coordinatoria. Determinantes. Algoritmos ilimitados y Estudios de Análisis matemático (1907).
- Elementos de Análisis Matemático I: Introducción al estudio de las Funciones de variable compleja (1907).